# بیل اسمیت (شناگر)
بیل اسمیت (به انگلیسی: Bill Smith) (زادهٔ ۱۶ مهٔ ۱۹۲۴) شناگر اهل ایالات متحده آمریکا است.